# ブリリアントな魔法
『ブリリアントな魔法』（ブリリアントなまほう 英称:Brilliant Magic）は、宮脇ゆきのによる日本の漫画作品。

## 概要
宮脇ゆきの第10シリーズ目の作品で、『ちゃお』（小学館）にて2001年6月号から2003年1月号まで連載された。ただしシリーズ連載の都合上、2001年12月号および2002年1月号は休載。後に番外編として「セミスイートな魔法」が『ちゃおデラックス』（同）2003年3月24日号に、「ハーフビターな魔法」が『ちゃお』2003年9月号増刊『ChuChu』に掲載されている。続編は何れも宮脇の別作品の単行本『1/2セレモニー』に収録されている。
化粧を題材にしており、モデルを目指す主人公の少女と、同校に在学する少年からメイクを受けたことがきっかけで出会ったアイドルの少年との、ふたりの関係について綴った作品である。

## あらすじ
主人公、藤川美月は外見が幼く見えることにコンプレックスを持っている高校一年生の少女。そこで廣崎 淳希（ひろさき あつき）
にモデルのスカウトを受ける。その後、真島 響と出会い、初・ほっぺチューを奪われてしまう。

## 登場人物
藤川 美月（ふじかわ みつき）
主人公。高校1年生。モデルのスカウトから小学生と見違えられる等外見が幼く見えることにコンプレックスをもち、同校に在学する廣崎淳希によってメイクされることで大人のような美少女に変身する。その後出会った真島響に出会いお互いに惹かれていく。しかし響のファンから嫉妬されいじめの標的とされていく。やがて、淳希への思いに気づき響に別れを持ちかける。
廣崎 淳希（ひろさき あつき）
美月と同級生。身長173cm。成績優秀で学校内では女嫌いの優等生として眼鏡をかけている。一方でメイクが得意で校外で美月と出会って、美月を美しく変身させる。学校外では眼鏡は外して髪型も変えている。
真島 響（ましま きょう）
人気アイドル。身長171cm。淳希によってメイクされた美月と出会い、ビデオ等の撮影で美月と共演する。

## 特記事項
2003年に開催された「ちゃおサマーフェスタ」では淳希と響の等身大パネルが会場に用意された。

## 書誌情報
- 宮脇ゆきの『ブリリアントな魔法』小学館〈ちゃおフラワーコミックス 〉全3巻

1. 2001年11月発売[1]、ISBN 4-09-136889-1
2. 2002年7月26日発売[2]、ISBN 4-09-136890-5
3. 2003年1月25日発売[3]、ISBN 4-09-138243-6